# Vierzehntes Buch Sozialgesetzbuch
Das Vierzehnte Buch Sozialgesetzbuch (Abkürzung: SGB XIV) wurde in Deutschland als Art. 1 des Gesetzes zur Regelung des sozialen Entschädigungsrechts erlassen. Es trat schrittweise bis zum 1. Januar 2024 in Kraft und regelt das Recht der sozialen Entschädigung neu. Zu diesem Zeitpunkt wurden insbesondere das Bundesversorgungsgesetz (BVG) und das Opferentschädigungsgesetz (OEG) aufgehoben. Bereits rückwirkend zum 1. Juli 2018 waren einzelne Änderungen im BVG und OEG über höhere Waisenrenten, Überführungs- und Bestattungskosten sowie die Gleichstellung von in- und ausländischen Gewaltopfern in Kraft getreten.

## Geschichte
Das bisher geltende soziale Entschädigungsrecht beruhte auf dem Bundesversorgungsgesetz (BVG) aus dem Jahr 1950, welches für Kriegsgeschädigte, ihre Angehörigen und Hinterbliebenen geschaffen worden war. Daneben gab es Gesetze, die auf das BVG verwiesen. 
Mehr als 70 Jahre nach dem Ende des Zweiten Weltkriegs galt dieser Ansatz als überholt. Das neue SGB XIV sollte sich daher an den Bedürfnissen der Opfer von Gewalttaten und von Terrorismus ausrichten und das Bundesversorgungsgesetz sowie das Opferentschädigungsgesetz ablösen. Als Auslöser für diese durch das SGB XIV geplante Neuregelung des sozialen Entschädigungsrecht galt der Anschlag auf den Berliner Weihnachtsmarkt an der Gedächtniskirche im Dezember 2016.
Der ursprüngliche Entwurf für das Gesetz sah vor, es unter der Bezeichnung Dreizehntes Buch Sozialgesetzbuch zu erlassen, im Anschluss an das zuletzt in das Sozialgesetzbuch eingegliederte Sozialhilferecht im SGB XII. Das ist aus der älteren Literatur mit den Vorarbeiten zum Gesetzgebungsverfahren noch zu entnehmen. Das federführende Bundesministerium für Arbeit und Soziales zog es dann aber vor, die Dreizehn im Gesetzestitel zu vermeiden. Diese Entscheidung wurde von Juristen als „Rücksicht auf Aberglauben“ kritisiert. Man habe die „Esoterik Einzelner“ nicht durch eine fortlaufende Gesetzesnummerierung verletzen wollen.

## Regelungen
Das SGB XIV soll die Ansprüche von Personen regeln, die durch bestimmte schädigende Ereignisse unmittelbar eine gesundheitliche Schädigung erlitten haben. Potenziell anspruchsberechtigt sollen auch Angehörige, Hinterbliebene und andere Personen sein, die den Geschädigten nahestehen oder nahestanden (§ 2 Abs. 1 und 2 SGB XIV).
Als schädigende Ereignisse im Sinne des Gesetzes gelten gemäß § 1 Abs. 2, §§ 14, 15 SGB XIV:
- körperliche Gewalttaten
- psychische Gewalttaten (z. B. Stalking)
- vorsätzliche Vergiftungen
- erhebliche Vernachlässigung von Kindern
- Kriegsauswirkungen beider Weltkriege
- Schutzimpfungen oder andere Maßnahmen der spezifischen Prophylaxe, die eine gesundheitliche Schädigung verursacht haben

Als Leistungen der sozialen Entschädigung kommen Dienstleistungen, Sachleistungen und Geldleistungen in Betracht (§ 26 Abs. 1 SGB XIV). Erleiden Personen bleibende Schäden, sieht das Gesetz monatliche Entschädigungszahlungen von bis zu 2000 Euro vor (§ 83 Abs. 1 SGB XIV).

## Kritik
Anlässlich einer virtuellen Podiumsdiskussion der Kommission Soziales Entschädigungsrecht des Deutschen Sozialgerichtstages wiesen Referentinnen des SoVD darauf hin, dass Gewalt gegen Frauen innerhalb von Partnerschaften sowie im Internet und Versorgungsnotstände bei Frauenhäusern nicht hinreichend im Gesetzesentwurf berücksichtigt seien.

### Rechtsreform
- Ulrich Becker: Soziales Entschädigungsrecht. Bestand, Grundsätze, Neuordnung. 1. Auflage. Baden-Baden 2018, ISBN 978-3-8452-9068-3, doi:10.5771/9783845290683.
- Dirk H. Dau: Der lange Weg vom RVG zum neuen sozialen  Entschädigungsrecht – Ihre rechtliche Konstruktion und ihre rechtlichen Konstruktionsfehler. In: Sozialrecht aktuell. Sonderheft, 2017, S. 1–5 (archive.org [PDF; 94 kB; abgerufen am 19. Mai 2023] Archiv-Version).
- Sabine Knickrehm, Tobias Mushoff, Steffen Schmidt: Das neue Soziale Entschädigungsrecht – SGB XIV: Einführung mit Synopse (= NomosPraxis). 1.  Auflage. Nomos, Baden-Baden 2021, ISBN 978-3-8487-6603-1.
- Andreas Kranig: Neuordnung des Sozialen Entschädigungsrechts – Zusammenführung mit der Gesetzlichen Unfallversicherung. In: Die Sozialgerichtsbarkeit. Nr. 2, 2019, S. 65–76.
- Svenja Nielsson: Die Zukunft des Sozialen Entschädigungsrechts? In: Die Sozialgerichtsbarkeit. Nr. 7, 2017, S. 378–388.

### Kommentare
- Sabine Knickrehm, Olaf Rademacker, Dirk H. Dau, Renate Christine Kruse, Anders Leopold, Tatjana Lilienfeld, Miriam Meßling, Tobias Mushoff, Katja Nebe, Stefanie Vogl, Ursula Waßer, Christian Weber: Sozialgesetzbuch XIV: soziale Entschädigung: Lehr- und Praxiskommentar (= NomosKommentar). 1.  Auflage. Nomos, Baden-Baden 2022, ISBN 978-3-8487-3912-7.
- Steffen Luik, Alexander Diehm: SGB XIV: Sozialgesetzbuch, Soziale Entschädigung: Teilkommentierung (= Berliner Kommentare). Erich Schmidt Verlag, Berlin 2022, ISBN 978-3-503-20992-7.
- Benjamin Schmidt, Claus Peter Bienert, Klaus Feddern, Bettina Karl, Thomas Kerner, Sylvia Schmidt, Christian Weber: SGB XIV: Soziale Entschädigung (= Beck'sche Kurz-Kommentare). C.H.Beck, München 2021, ISBN 978-3-406-76421-9.